# آلن هیگ براون (بازیکن فوتبال)
آلن هیگ براون (انگلیسی: Alan Haig-Brown؛ ۶ سپتامبر ۱۸۷۷ – ۲۵ مارس ۱۹۱۸) بازیکن فوتبال اهل پادشاهی متحد بریتانیای کبیر و ایرلند بود.
از باشگاه‌هایی که در آن بازی کرده‌است می‌توان به باشگاه فوتبال تاتنهام هاتسپر، باشگاه فوتبال کورینتیان، باشگاه فوتبال برایتون اند هوو آلبیون، باشگاه فوتبال وورتینگ، و باشگاه فوتبال لیتون اورینت اشاره کرد.